# Landkreis Reichshof
Powiat Reichshof (niem. Landkreis Reichshof, Kreishauptmannschaft Reichshof, pol. powiat rzeszowski) – jednostka administracyjna samorządu terytorialnego dystryktu krakowskiego w Generalnym Gubernatorstwie. Funkcjonował od 3 grudnia 1939 do stycznia 1945. Siedziba władz powiatu oraz starostwa znajdowała się w Reichshof (Rzeszowie).

## Historia
Po wybuchu II wojny światowej obszary na zachód od Linii Mołotowa znalazły się pod okupacją niemiecką, w związku z czym rejon Rzeszowa wszedł w całości w skład Generalnego Gubernatorstwa. 3 grudnia 1939 Niemcy utworzyli Landkreis Reichshof w dystrykcie krakowskim. Powiat objął w całości przedwojenne powiaty rzeszowski i kolbuszowski.
W 1943 roku zmieniła się znacznie północna i północno-wschodnia granica Landkreis Reichshof w związku z utworzeniem w sąsiednim Landkreis Jaroslau gminy Górno (największej pod względem powierzchni jednostki w dystrykcie krakowskim) dla potrzeb administracji poligonu sił powietrznych Luftwaffe i jej zaplecza. W związku z tym z Landkreis Reichshof do Landkreis Jaroslau włączono.
- cały obszar gminy Raniżów, którą zniesiono – gromady Raniżów, Mazury i Zielonka[6],
- większą część gminy Dzikowiec – gromady Lipnica i Wilcza Wola[7] oraz miejscowości Górale i Poddębina (z gromady Kopcie), Osia Góra (z gromady Lipnica) i Zagroda (z gromady Płazówka),
- mniejszą częsć gminy Sokołów, którą zachowano – gromady Górno i Turza,
- mniejszą część gminy Majdan, którą zniesiono – miejscowości Klatki (z gromady Krzątka) i Koziołek (z gromady Rusinów).

Ponadto od Landkreis Reichshof odłączono jego północną część, włączając ją Landkreis Dębica i utworzonych tam dwóch jednostek wojskowych:
- Heeresgutsbezirk Truppenübungsplatz Süd Dęba w Landkreis Debica:
  - prawie cały obszar gminy Cmolas, którą zniesiono – gromady Cmolas, Hadykówka, Jagodniki, Ostrowy Baranowskie. Poręby Dymarskie i Trzęsówka oraz Zarębki (częściowo),
  - większą część gminy Majdan, którą zniesiono – gromady Brzostowa Góra, Huta Komorowska, Komorów, Krzątka (częściowo), Majdan, Rusinów i Wola Rusinowska,
  - mniejszą częsć gminy Dzikowiec, którą zniesiono – gromady Dzikowiec, Kopcie i Mechowiec (wszystkie częściowo),
  - większą część gminy Kolbuszowa Dolna, którą zniesiono – gromady Kosowy, Nowa Wieś, Przyłęk, Siedlanka i Świerczów i Toporów oraz częściowo Kolbuszowa Dolna;
- SS-Gutsbezirk Truppenübungsplatz Heidelager w Landkreis Debica:
  - mniejszą część gminy Kolbuszowa Dolna, którą zniesiono – gromady Hucisko, Kolbuszowa Dolna (częściowo), Kosowy, Niwiska, Nowa Wieś, Przyłęk, Siedlanka i Świerczów,
  - mniejszą część gminy Kolbuszowa Górna, którą zniesiono – gromady Domatków, Kolbuszowa Górna i Przedbórz (wszystkie częściowo).

Z pozostałej części zniesionej gminy Kolbuszowa Górna utworzono nową wiejską gminę Kolbuszowa, która pozostała w Landkreis Reichshof – gromady Kłapówka, Kupno, Poręby Kupieńskie, Werynia i Widełka oraz częściowo Domatków, Kolbuszowa Górna, i Przedbórz, w skład której weszły także (częściowo) gromady Dzikowiec i Mechowiec ze zniesionej gminy Dzikowiec oraz (częściowo) gromada Zarębki ze zniesionej gminy Cmolas.
1 stycznia 1945 Landkreis Reichshof podzielony był na 20 gmin, w tym 7 miejskich. Formalnie został zlikwidowany 18 stycznia 1945 w związku z rozwiązaniem dystryktu krakowskiego, po jego zajęciu przez Armię Czerwoną, kiedy to przywrócono przedwojenny podział na powiaty.